# Eunectes
Pour les articles homonymes, voir Anaconda (homonymie).
Genre
Eunectes est un genre de serpents de la famille des Boidae. Ces serpents sont appelés anacondas.

## Distribution et habitat
Les quatre espèces de ce genre se rencontrent dans les marécages et les fleuves des régions tropicales et subtropicales d'Amérique du Sud ainsi que dans les marécages du sud de l'île de la Trinité. Ils aiment la chaleur et l'humidité.

## Description

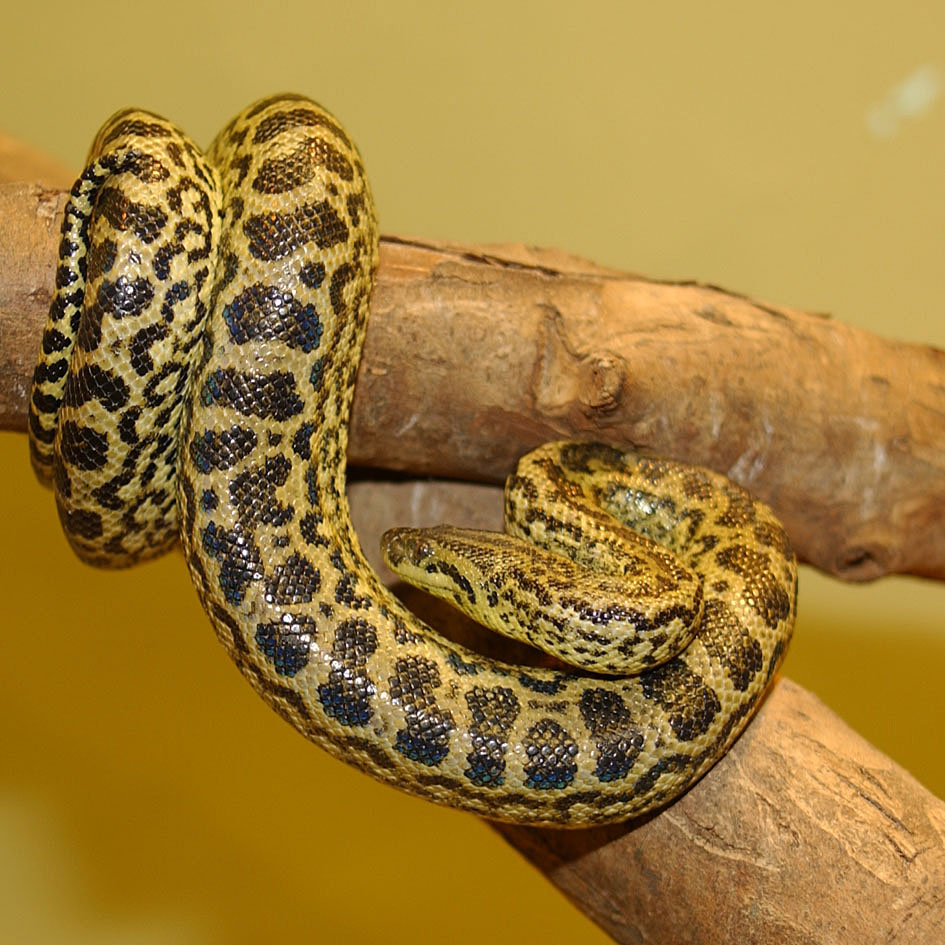
Anaconda jaune

Ce sont des serpents semi-aquatiques constricteurs non venimeux.
Les yeux et les narines des anacondas sont positionnés sur le dessus de leur tête, leur permettant ainsi de respirer et de voir leur proie alors que leur corps volumineux demeure immergé sous la surface. L'anaconda est un serpent constricteur doté de dents recourbées en arrière et de mâchoires puissantes qu'il utilise pour s'agripper à sa proie qu'il entraîne sous l'eau pour la noyer.
Les anacondas ont la réputation de mangeurs d'hommes auprès des habitants des zones où ils vivent. Cependant, le plus souvent, l'anaconda fuit la présence humaine. Les morts d'hommes causées par les anacondas ne sont pas prouvées. Les anacondas ont pour prédateurs les jaguars, les gros caïmans, et les autres anacondas. Un anaconda blessé peut aussi être la proie des piranhas.
Chez les anacondas, la femelle, plus grosse que le mâle, attire des partenaires en émettant des phéromones. Une sorte de ballet nuptial se déroule sous l'eau. Les femelles peuvent avoir jusqu'à douze partenaires. Pour caresser sa partenaire, le mâle dispose d'un organe sexuel, vestige des membres postérieurs des lézards, ses ancêtres.
L'anaconda est ovovivipare comme tous les boas. Chaque portée peut comporter jusqu'à cinquante petits qui mesurent entre 60 et 90 cm. Aussitôt nés, les serpenteaux ne peuvent compter que sur eux-mêmes. Comme pour la plupart des reptiles, peu d'entre eux atteindront l'âge adulte car leurs prédateurs sont nombreux : caïmans, piranhas, oiseaux, etc.
Un record officiel fait état d'un anaconda qui mesurait 8,30 m pour un poids de plus de 235 kg, qui fut découvert au Venezuela durant les années 1960 et un autre record en 2016 où l'anaconda pesait 400 kg et mesurait 10 m de long.
Le grand anaconda est moins long que le python réticulé, l'une des espèces les plus longues de serpents, il est néanmoins plus lourd et plus massif. Il peut peser au-delà de 200 kg et avoir un diamètre de 38 cm. Il s'agit de l'espèce de serpent la plus lourde. Les femelles sont plus grosses que les mâles, mesurant en moyenne entre 6  et   8 m, (9 m maximum), tandis que les mâles mesurent de 4  à   6 m. On les trouve principalement au nord de l'Amérique du Sud, au Venezuela, en Colombie, au Brésil, en Équateur, au nord de la Bolivie, au nord-est du Pérou, en Guyane, au Guyana, au Suriname et à Trinidad. Ces anacondas d'aspect impressionnant étaient mal connus jusqu'en 1992, date à laquelle la première (et jusqu'à présent la seule) étude fut consacrée à cette espèce au Venezuela par le Dr Jesus Rivas.
Il se distingue du boa par son museau couvert de boucliers plutôt que de petites écailles. Il est en général de couleur marron-olive foncé, avec deux rangées de grandes taches noires alternant sur le dessus du corps et de petites taches en forme d'œil de couleur blanche sur les côtés; le ventre est blanchâtre. Le biotope de l'anaconda est à la fois terrestre et aquatique, et son activité est principalement nocturne. Il repose immergé dans l'eau, avec seulement une petite partie de la tête au-dessus de la surface, guettant la moindre proie convenable. Il peut également s'enrouler sur les branches d'un arbre au-dessus de l'eau. Bien qu'il soit principalement aquatique, l'anaconda peut se déplacer sur terre en conservant son corps droit, suivant un parcours rectiligne. Grâce à de puissants muscles ventraux, l'animal prend appui sur les écailles dirigées vers l'arrière et en contact avec le sol, ce qui lui permet de pousser son corps en avant.
L'anaconda jaune mesure 3 m à l'âge adulte. Les serpents de cette espèce vivent plus au sud, en Bolivie, au Paraguay, en Uruguay, à l'ouest du Brésil et au nord-est de l'Argentine.

## Alimentation
Ils se nourrissent principalement de gros rongeurs, de tapirs, capybaras, pécaris, poissons, tortues, chiens et de reptiles aquatiques comme les caïmans. Les jeunes anacondas se nourrissent de souris, rats et poissons.
L'anaconda se tapit habituellement dans des marécages ou sur les berges des rivières. Il attend en embuscade qu'une proie vienne s'abreuver. Alors, il la mord avec ses dents acérées, la saisit avec ses mâchoires puissantes et l'entraîne sous l'eau. La victime se noie alors ou est étouffée par les muscles de l'anaconda. Il serre un peu plus fort à chaque fois que sa victime expire. L'anaconda peut exercer une pression de 2 kg cm−2. La victime étouffe rapidement. Alors, l'anaconda l'avale la tête la première. Il peut avaler une proie bien plus grande que la taille de sa bouche car sa mâchoire peut se désarticuler et est reliée de façon lâche au crâne.
L'anaconda n'utilise pas ses dents pour mâcher, ses dents sont orientées vers l'arrière de sa gueule et en se débattant, la victime ne fait qu'aggraver sa blessure. Il se sert de ses dents comme des crampons pour faire avancer la proie dans l'œsophage. Il digère ses proies grâce à de puissants sucs digestifs. Il lui faut six heures d'efforts pour arriver à avaler une proie de la taille d'un capybara. L'anaconda nécessite ensuite quatre ou cinq jours pour digérer voire plusieurs semaines selon l'importance de la proie. L'anaconda devient très vulnérable durant cette période. De plus, ce serpent est capable de jeûner pendant deux ans. Il fait partie des serpents primitifs, donc ne possède pas de venin. Il utilise sa masse et sa puissance pour maîtriser sa victime.

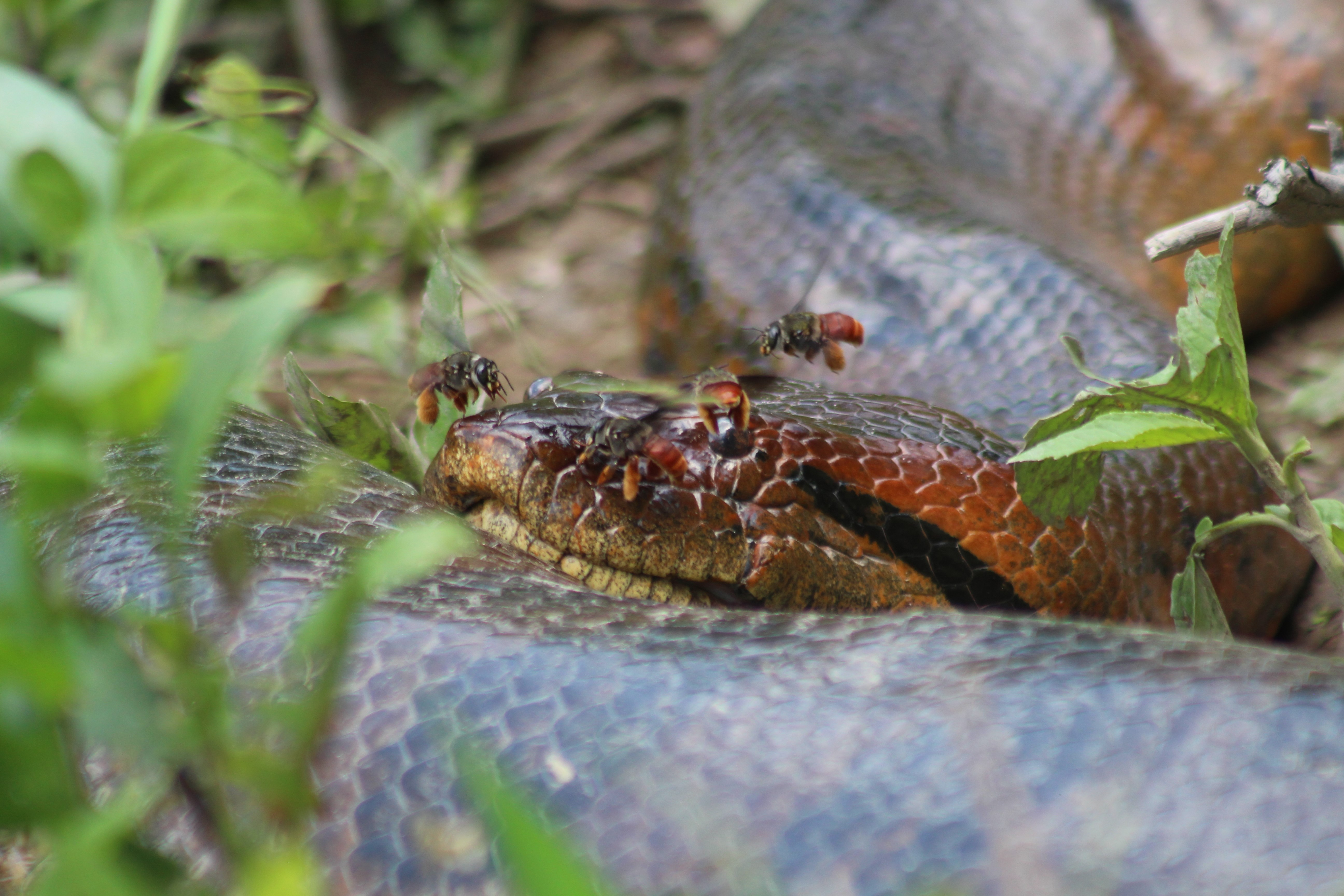
Après avoir mangé, cet anaconda digère au bord du Litani, au-dessus d'Antecume-Pata en Guyane Française.

## Liste des espèces
Selon The Reptile Database (26 janvier 2017) :
- Eunectes akayima Rivas et al, 2024 − l'Anaconda vert du Nord
- Eunectes beniensis Dirksen, 2002 − l'Anaconda bolivien ou Anaconda de Bolivie
- Eunectes deschauenseei Dunn & Conant, 1936 − l'Anaconda de Deschauense ou Anaconda à taches sombres
- Eunectes murinus (Linnaeus, 1758) − le grand Anaconda ou Anaconda vert du Sud ou Anaconda de Barbour
- Eunectes notaeus Cope, 1862 − l'Anaconda jaune ou Anaconda du Paraguay

## Étymologie et dénominations alternatives
Le nom scientifique du genre Eunectes dérive du grec ancien Eυνήκτης (Eunèktès) et signifie « bon nageur ».
Il y a trois origines possibles pour le mot anaconda : il pourrait s'agir d'une altération du mot cingalais henakanday (serpent tonnerre), ou alors du mot tamoul anaikondran (tueur d'éléphant). Il est étonnant que le mot ait une origine aussi lointaine du lieu d'habitat de l'animal ; il se pourrait que le nom soit lié à la vague similarité de l'anaconda avec les pythons d'Asie.
Toutefois, il semblerait que le terme « anaconda » provienne des Indiens d'Amazonie et signifie « serpent guerrier de l'onde ».
Des communautés indigènes d’Amérique du Sud appelaient également l'anaconda sucuri, yacumama. Les indiens Ticunas, cocamas et yaguas (Colombie, Pérou) l'appelaient yacumama. En quechua yacu signifie « eau » et mama, la « maman », yacumama étant la mère des eaux, d'ailleurs les descendants esclaves marrons de Guyane, les Bushinengue, l'appellent la Wata Mama, tandis qu’en créole guyanais son nom est Maman Dilo. Les colons espagnols d'Amérique du Sud l'appelaient matatoro, le tueur de taureau.

## Anacondas et hommes

### Mythe ou réalité: les anacondas géants
Le plus grand anaconda connu aurait mesuré près de 11,5 m de long, mesure contestée par la suite. Il fut découvert lors de l'expédition géologique de Lamon-Dunn effectuée en 1944 au Venezuela. Les géologues ont trouvé le serpent dans l'Orénoque, dans l'est du Venezuela. Des soldats d'un détachement qui les accompagnait ont tiré sur le serpent. Puis une vingtaine d'hommes l'ont ramené sur la berge. L'anaconda a été mesuré avec un instrument de mesure géologique. Bien qu'il s'agisse de l'anaconda le plus long mesuré, il n'a malheureusement pas pu être pesé. Les membres de l'expédition sont partis à leur camp pour déjeuner, et quand ils sont revenus sur les lieux de leur découverte, le serpent n'était plus là, et des traces sur le sol indiquaient qu'il était retourné dans le fleuve.
L'anaconda, comme toutes les grosses espèces de boas ou de pythons, continue de croître tout au long de sa vie. Sa vitesse de croissance diminue après qu'il a atteint sa maturité. Il pourrait atteindre 50 ou 60 ans, voire 80 pour certains.
Un autre témoignage douteux a été fait par l'aventurier Percy Fawcett. En 1906, Fawcett a écrit avoir blessé un serpent de près de 19 mètres. Une fois rendu public, le récit de Fawcett fut largement mis en doute. Bernard Heuvelmans prit sa défense, affirmant que Fawcett était généralement honnête et fiable dans ce qu'il rapportait. De plus, Heuvelmans nota que les experts étaient souvent obligés de revoir à la hausse leurs standards concernant la taille maximale des serpents lorsqu'ils étaient confrontés à des serpents qui défiaient leur estimation. À une certaine époque, 6 mètres était la taille maximale généralement acceptée pour un anaconda. Ces anacondas géants sont ceux que l'on a rendu responsables des quelques cas non vérifiés de serpents mangeurs d'hommes.
Lorsqu'il mue, l'anaconda se libère de son ancienne peau. Celle-ci peut être étirée jusqu'à 30 % de la taille originale du serpent. De nombreuses mesures faites sur des exuvies ont donc pu faire croire à des longueurs bien plus grandes que celle du serpent réel.

### En captivité
Les anacondas ont la réputation d'avoir mauvais caractère. De plus, leur taille massive explique que les anacondas sont moins populaires que les boas. Cependant, ils sont relativement communs sur les marchés d'animaux exotiques.

### Son déplacement
Les anacondas se déplacent aussi bien dans les marécages et les cours d'eau (10 km/h maximum) que sur la terre (7 km/h maximum).

### Au cinéma

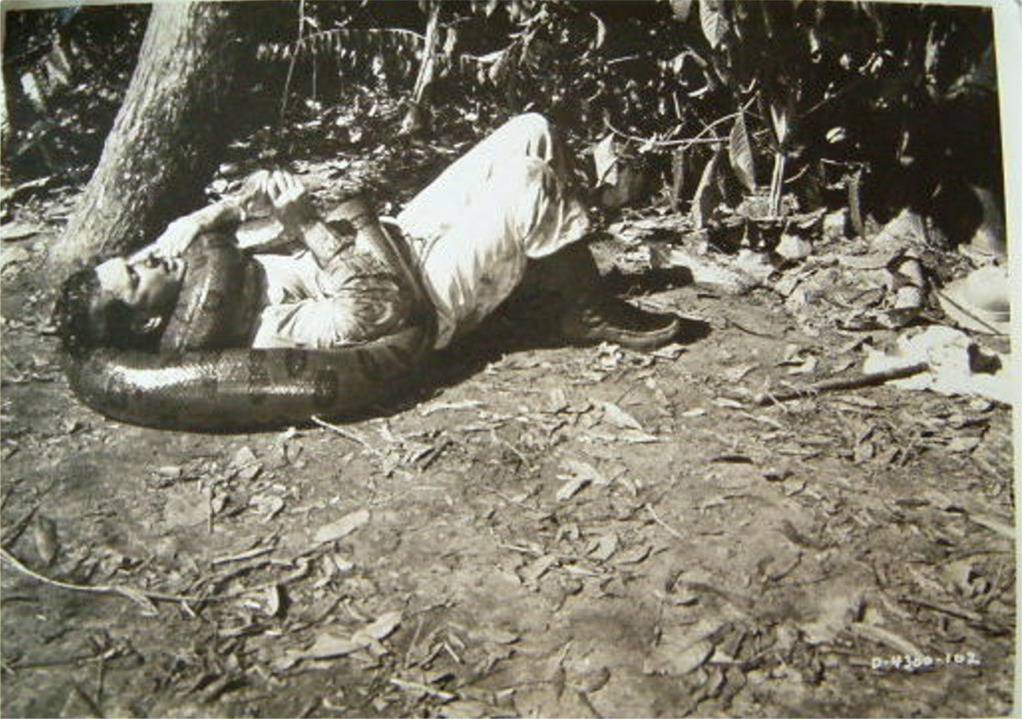
L'acteur américain James Dannaldson aux prises avec un anaconda dans le film Jacaré en 1942.

Dans différents films, l'anaconda est présenté comme un serpent géant mangeur d'hommes. Dans Anaconda, le prédateur, l'anaconda est représenté avec une longueur, une largeur et une agilité exagérées, beaucoup plus que les anacondas rencontrés dans la nature. Anacondas : À la poursuite de l'orchidée de sang montre un serpent grandissant jusqu'à 23 m de long, sûrement du fait du « sang de l'orchidée ». Même avec des spécimens extrêmement rares et vieux, un témoignage sur un anaconda de cette taille n'a jamais été rapporté. Les anacondas grandissent fréquemment jusqu'à 5 à 7 m, mais même si certaines rumeurs reportent l'existence de serpents de 10 à 13 m, elles n'ont jamais été prouvées.

## Publication originale
- Wagler, 1830 : Natürliches System der Amphibien, mit vorangehender Classification der Säugthiere und Vögel. Ein Beitrag zur vergleichenden Zoologie. J.G. Cotta, München, p. 1-354 (texte intégral).